# Kaltenbachiella carpinicola
Kaltenbachiella carpinicola är en insektsart. Kaltenbachiella carpinicola ingår i släktet Kaltenbachiella och familjen långrörsbladlöss. Inga underarter finns listade i Catalogue of Life.